# Nokere Koerse féminine
La Nokere Koerse féminine  est une course cycliste d'un jour féminine qui se tient tous les ans en Belgique. La course est la version féminine de la Nokere Koerse. Créée en 2019, elle intègre le Calendrier international féminin UCI, en classe 1.1.
L'édition 2020 est annulée à cause de l'épidémie de maladie à coronavirus,.

## Palmarès
| Année | Vainqueur        | Deuxième         | Troisième         |                  |
| ----- | ---------------- | ---------------- | ----------------- | ---------------- |
| 2019  | Lorena Wiebes    | Lisa Klein       | Lotte Kopecky     |                  |
| 2020  | annulé/abandonné | annulé/abandonné | annulé/abandonné  | annulé/abandonné |
| 2021  | Amy Pieters      | Grace Brown      | Lisa Klein        |                  |
| 2022  | Lorena Wiebes    | Lotte Kopecky    | Marta Bastianelli |                  |
| 2023  | Lotte Kopecky    | Lorena Wiebes    | Marta Bastianelli |                  |
| 2024  | Lotte Kopecky    | Lorena Wiebes    | Lily Williams     |                  |
| 2025  | Marta Lach       | Linda Zanetti    | Lara Gillespie    |                  |